# Pierre Bockel
Pour les articles homonymes, voir Bockel.
Pierre Bockel, né le 3 octobre 1914 à Saint-Amarin et mort le 13 août 1995 à Strasbourg est un prêtre catholique du diocèse de Strasbourg, résistant, écrivain et journaliste français.
Ordonné prêtre le 24 juin 1943 en la basilique Notre-Dame de Fourvière à Lyon, il est également Théologien et écrivain, aumônier de la Brigade Alsace-Lorraine auprès d’André Malraux, fondateur et directeur de la revue Bible et Terre sainte, ancêtre de la revue Le Monde de la Bible, aumônier des étudiants de Strasbourg de 1953 à 1968, archiprêtre de la Cathédrale de Strasbourg de 1967 à 1986, chanoine titulaire du Chapitre de la Cathédrale de Strasbourg, et Prélat d’honneur de Sa Sainteté.
Il est honoré par l’État d’Israël du titre de « Juste parmi les nations » en 1988.
Il est l’oncle de Jean-Marie Bockel, sénateur du Haut-Rhin et fondateur du mouvement La Gauche moderne. Il est ainsi le grand-oncle de Pierre-Emmanuel Bockel, mort pour la France le 25 novembre 2019 lors d'un accident d'hélicoptères pendant le déroulement de l’opération Barkhane au Mali.

## Biographie

### L’enfance et le début de l’aventure spirituelle
Fils aîné de Louis Bockel, notaire à Thann et conseiller général, et de Valérie Rothenburger, Pierre Bockel fait ses études primaires au collège de la ville, puis étant un enfant « de nature difficile », il est envoyé au collège marianiste de la Villa-Saint-Jean à Fribourg en Suisse.
Lors de vacances à Thann en 1929, il rencontre dans le train l’homme qui sera à l’origine de sa vocation, l’abbé Jean Flory,,, un prêtre originaire de la ville : 

« Je soutenais mal son regard perçant d’intelligence et de malicieuse bonté qui s’obstinait sur moi. Ma timidité de garçon de quinze ans, mal dans sa peau, tourmenté, complexé, me rendait insupportable ce face à face silencieux. Enfin, il se mit à parler : “ N‘est-ce pas que la vie est belle ? “ me demanda-t-il. “ Oh ! que non ! ” lui répondis-je d’instinct et d’un ton d’adolescent malheureux à qui l’internat ne laissait le choix qu’entre le rêve mystique et la tristesse romantique. La riposte fut aussi rapide qu’inattendue : une gifle… mais avec un tel sourire ! J’avais trouvé en l’abbé Flory mon maître et mon grand ami. »

### Les études de Lettres en Sorbonne
Pierre Bockel indique lui-même dans son autobiographie qu'il entama des études de lettres sans grande conviction : « Mon penchant naturel m’eût conduit vers le cirque. Le métier de clown m’eut ravi », mais ce n'était pas convenable ; il fallut choisir entre plusieurs centres d'intérêt, dont la médecine et la direction d'orchestre ; il choisit les lettres parce que « les lettres, c'était à la fois neutre et gratuit », et cela ne lui déplaisait pas. Il noue alors ses premières amitiés parisiennes, fait du théâtre avec le peintre Charles Sahuguet, et fréquente le poète Max Jacob et Charles Dullin. Après quelques mois de séjour en Autriche comme enseignant, il rompt ses dernières attaches affectives en octobre 1937 afin de se préparer à l'entrée au séminaire.

### Les années de séminaire
Il commence sa formation ecclésiastique au Séminaire des Carmes à Paris où il passe un peu plus d'un an dans une atmosphère studieuse mais en regrettant que dans les études, « Monsieur Olier et le cardinal de Bérulle aient priorité sur les Pères de l'Église ». Il fait ensuite ses années de service militaire et est capturé le 22 juin 1940 à Gérardmer. Dès le mois d'août 1940, il décide d'organiser l'Alsace en un vaste réseau de résistance, avec le projet de préparer la reconquête des provinces d'Alsace et de Lorraine annexées par le Troisième Reich. À la suite de cette annexion de fait, Pierre Bockel est expulsé d’Alsace avec toute sa famille le 10 décembre 1940 : le père rejoint l'Algérie où il retrouve une étude de notaire tandis que Pierre Bockel rejoint le séminaire universitaire de Lyon, rue des Farges, où il poursuit ses études de théologie. Il est ordonné prêtre en la basilique de Fourvière de Lyon le 24 juin 1943. La devise qu’il a fait graver sur la patène de sa première messe est « Ut omnes unum sint ! Que tous soient un ! »

### L’engagement dans la Résistance
Conjointement à ses études de séminariste, Pierre Bockel commence son activité dans la Résistance.

#### La Septième colonne d’Alsace (Réseau Martial)
La Septième colonne d'Alsace (Réseau Martial), fondé par Paul Dungler, membre de l’Action française, deviendra le « Réseau Martial ». Paul Dungler a établi son poste de commandement alternativement « à l'Île Barbe et dans une clinique de Villeurbanne ». Le réseau compte parmi ses membres, entre autres, Bernard Metz, qui est l'agent de liaison, et Marcel Kibler, bientôt amené à prendre la succession de Paul Dungler appelé à Alger. « Pierrot » Bockel est responsable avec Bernard Metz du « Réseau Martial » de la Zone Sud à Clermont-Ferrand où s’était repliée l’Université de Strasbourg,. C'est le réseau Martial qui organisa l'évasion du général Giraud en 1942.

#### Les Cahiers du Témoignage chrétien, 1941-1943

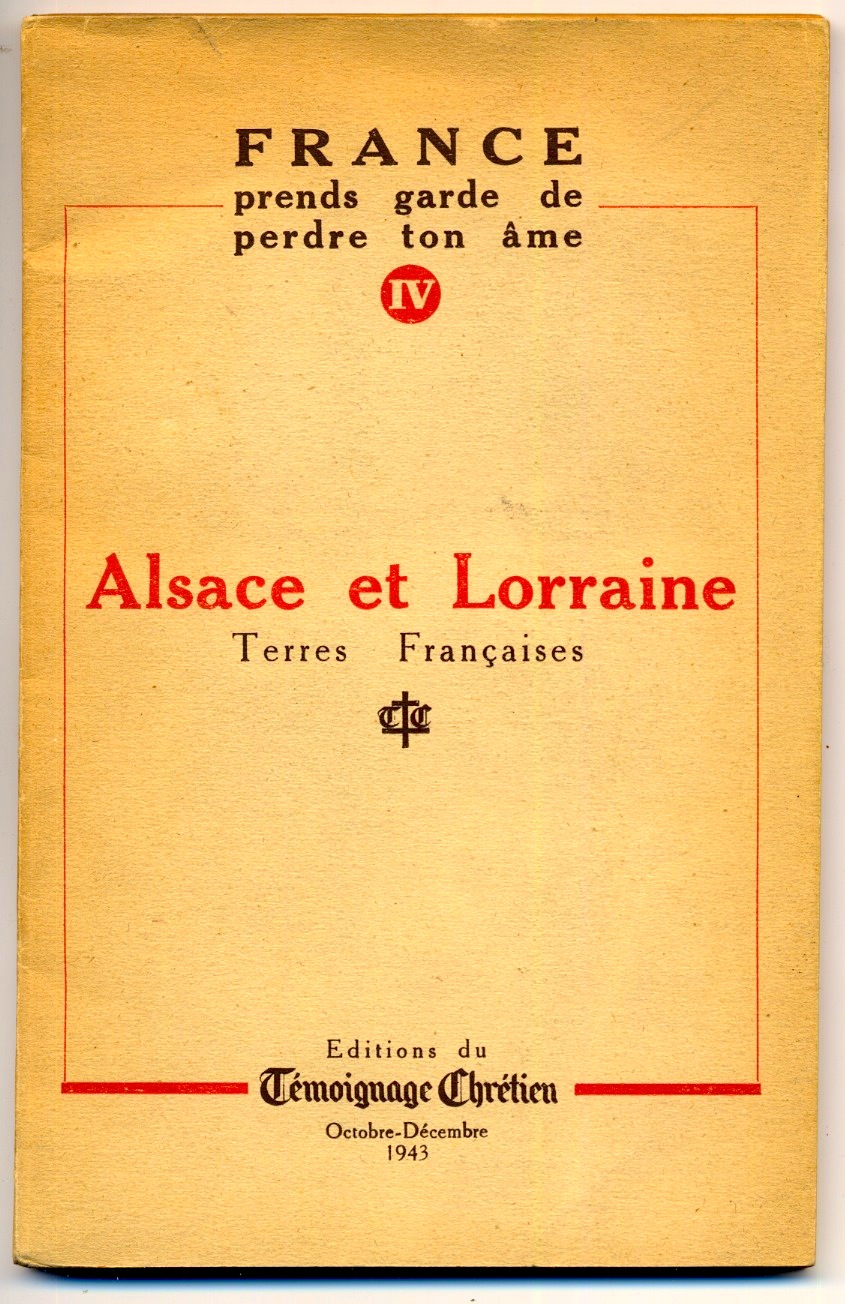
Le Cahier « Alsace et Lorraine terres françaises », rédigé clandestinement par Pierre Bockel en 1943.

Pierre Bockel fait partie du réseau qui, autour du jésuite Pierre Chaillet, rédige et diffuse clandestinement depuis 1941 les « Cahiers du Témoignage chrétien», publication clandestine dont la devise est : « Vérité et justice quoi qu'il en coûte ! ». L’influence de ces cahiers dépasse de beaucoup les milieux chrétiens, et certains jeunes, ayant cheminé loin de l’esprit du gouvernement de Vichy, y puisèrent le courage de passer à la Résistance en constituant en 1943 les « Groupes mobiles d’Alsace » dans le Périgord et à Toulouse.

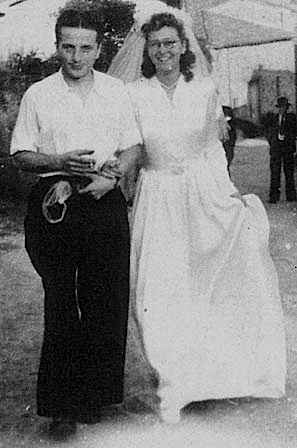
Mariage de Fernand et Raymonde Belot, juillet 1943.

En septembre 1943, à Toulouse, entouré d’une petite équipe, Pierre Bockel rédige en une semaine le volume XX-XXIII des « Cahiers du Témoignage chrétien » : « Alsace et Lorraine, terres françaises », qui paraîtra en octobre.

« Dans les premiers jours du mois de septembre 1943, le Père Chaillet […] m’accordait une semaine pour rédiger un témoignage sur la situation de l’Alsace et de la Lorraine annexées par l’Allemagne national-socialiste, en vue d’informer les Français que la presse et la radio d’alors tenaient à l’écart de la vérité. […] La rapidité de la rédaction, et peut-être aussi la passion qui m’animait alors, furent aux dépens du style et de la forme. Fernand Belot et moi-même avions d’abord donné à cet ouvrage le titre de « Trahison ». Le Père Chaillet l’a ensuite transformé en « Alsace et Lorraine terres françaises ». L’édition clandestine fut tirée à plusieurs centaines de milliers d’exemplaires. La France en fut inondée. »

Le sommaire est le suivant : I. L’Alsace-Lorraine dans le cadre des conventions d’Armistice. II. Or, qu’en ont-ils fait ? III. Trois ans sous la botte. IV. Et Vichy ? V. Mais les Alsaciens et les Lorrains résistent au mépris des souffrances et des répressions les plus cruelles. VI. Ce que sont et ce que veulent demeurer l’Alsace et la Lorraine.
Ce Cahier est le seul qui déborde largement le cadre religieux. Il n’hésite pas à dénoncer le silence et l’hypocrisie de Vichy et à les condamner. Bourré de documents et de témoignages vérifiés, ce dossier de 64 pages est un cas unique. Il reçut une couverture cartonnée et fut imprimé à 60 000 exemplaires, soit le double du tirage habituel et immédiatement diffusé dans la France entière. 800 exemplaires furent acheminés par péniche vers l’Alsace-Lorraine.

#### Aumônier de laBrigade Alsace-Lorraine, 1944-1945

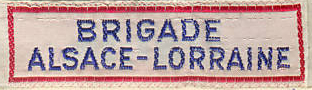

Pierre Bockel prend le maquis en juin 1944 et, au sein d'un commando opérant aux confins du Gers et de la Haute-Garonne, il participe à des sabotages de chemins de fer, attaques de convois militaires et embuscades diverses. La Résistance existe aussi parmi les Alsaciens réfugiés dans la zone sud : ils forment les « Groupes mobiles d’Alsace », qui seront en butte aux coups de filet des Allemands et des auxiliaires de Vichy. Ces maquisards Alsaciens de la zone sud élaborent le projet de créer une « Brigade Alsace-Lorraine » dont l’action ne s’arrêtera qu’avec la libération totale du territoire français. C'est le colonel Noettinger qui accepte dans un premier temps de prendre le commandement de cette brigade. Mais il s'efface bientôt pour laisser ce rôle à « une grande personnalité », selon ses propres paroles. Ce projet va en effet trouver un homme providentiel qui lui donne corps et organisation : le « colonel Berger », alias André Malraux, qui en prend le commandement en septembre 1944 en s'adjoignant le lieutenant-colonel Pierre-Elie Jacquot. De l’aveu même de Malraux, celui-ci s’est retrouvé à la tête de la Brigade de manière fortuite, cherchant surtout à écrire un livre sur la Libération de l’Alsace vue de l’intérieur. Les 2 000 volontaires, combattants indisciplinés, mal équipés, font souffler un esprit d'Espagne sur cette brigade qui s'intègre dans la 1re armée du général de Lattre de Tassigny. Pendant cinq mois, de septembre 1944 à février 1945, la « Brigade indépendante Alsace-Lorraine » participe aux violents combats d’Alsace et s’illustre lors de la prise de Dannemarie, de la défense de Strasbourg lors de la contre-offensive de Von Rundstedt et de la charge sur Colmar. André Bord, l’abbé Bockel qui sera l’aumônier de la Brigade, Antoine Diener Ancel, Jean Claus, et Bernard Metz en font partie.

#### La rencontre et l’amitié d’André Malraux
Pierre Bockel et André Malraux se rencontrèrent en juillet 1944, alors que prenait forme la brigade Alsace-Lorraine dont l’abbé Bockel allait devenir l’aumônier catholique et André Malraux le commandant. Pierre Bockel date le début de sa grande amitié avec Malraux de leur rencontre au P.C. du général de Lattre de Tassigny, à Besançon : « Que représentait cet aristocrate de la pensée et de l'action pour les hommes de sa Brigade ? Dans le baptême du feu et de la liberté, Malraux, fut pour nous le grand prêtre de cette initiation. Il fut aussi l'inspirateur tout à la fois présent et mystérieux de notre fraternité, dont la force était à la mesure de son projet de fraternité universelle. Nous recevions de Malraux sa foi en la transcendance de l'homme ». De cette période naîtra entre ces deux hommes une amitié qui ne s'éteindra plus. Après la guerre, les deux hommes se revirent souvent et parfois dans des circonstances tragiques : ainsi, en mai 1961, après la mort accidentelle des deux fils d’André Malraux, Pierre-Gauthier et Vincent, pour lesquels le père Bockel célébra une messe.
Mais au-delà de l'amitié, ce sont les valeurs spirituelles communes que les deux hommes partageaient, qui les ont unis plus profondément encore que l'expérience de la Résistance. En 1973, André Malraux écrivit une préface particulièrement substantielle pour le récit autobiographique que le Père Bockel composa sous le titre L’Enfant du rire (Grasset, 1973). André Malraux y écrit notamment : « Chacun sait, à Strasbourg (et quelques-uns savent, ailleurs) que l'abbé Bockel est un prêtre selon l’Évangile. Toute sa vie exemplaire nous interroge sur ce qui l’anime ». Dans ce récit, le Père Bockel, consacrant un chapitre à André Malraux l'agnostique, analyse la proximité de cet écrivain avec le christianisme ; dans une lettre du 28 août 1948, Malraux écrivait au Père Bockel : il est essentiel que « nous mettions l'accent sur notre défense de la part éternelle de l'homme, que nous la concevions ou non comme liée à la Révélation ». En se soumettant à cette part éternelle, à « ce qui en lui le dépasse », l'homme est conduit à vivre la fraternité jusqu'à sa suprême limite, jusqu'à la mort. De même, le chrétien peut, au nom de sa foi, accepter de donner sa vie. André Malraux et le Père Bockel eurent ainsi, en maintes occasions, de fructueux échanges sur cette transcendance qui fait l'homme plus grand que lui-même. De cet écrivain qui se disait agnostique tout en ne cessant de frôler la foi, le Père Bockel dit avoir beaucoup reçu : « Il m'a obligé à plus d'exigence au plan sacerdotal [...] Il m'a révélé la dimension, je dirais la démesure des valeurs essentielles de l'Évangile : celles de la liberté, de la soumission à la transcendance, de la fraternité, de l'engagement et du dépassement ».

#### Un«Juste parmi les Nations»
« Sous la chape de haine et de nuit tombée sur la France dans les années d’occupation, des lumières, par milliers, refusèrent de s’éteindre. Nommés « Justes parmi les nations » ou restés anonymes, des femmes et des hommes, de toutes origines et de toutes conditions, ont sauvé des juifs des persécutions antisémites et des camps d'extermination. Bravant les risques encourus, ils ont incarné l'honneur de la France, ses valeurs de justice, de tolérance et d’humanité. »

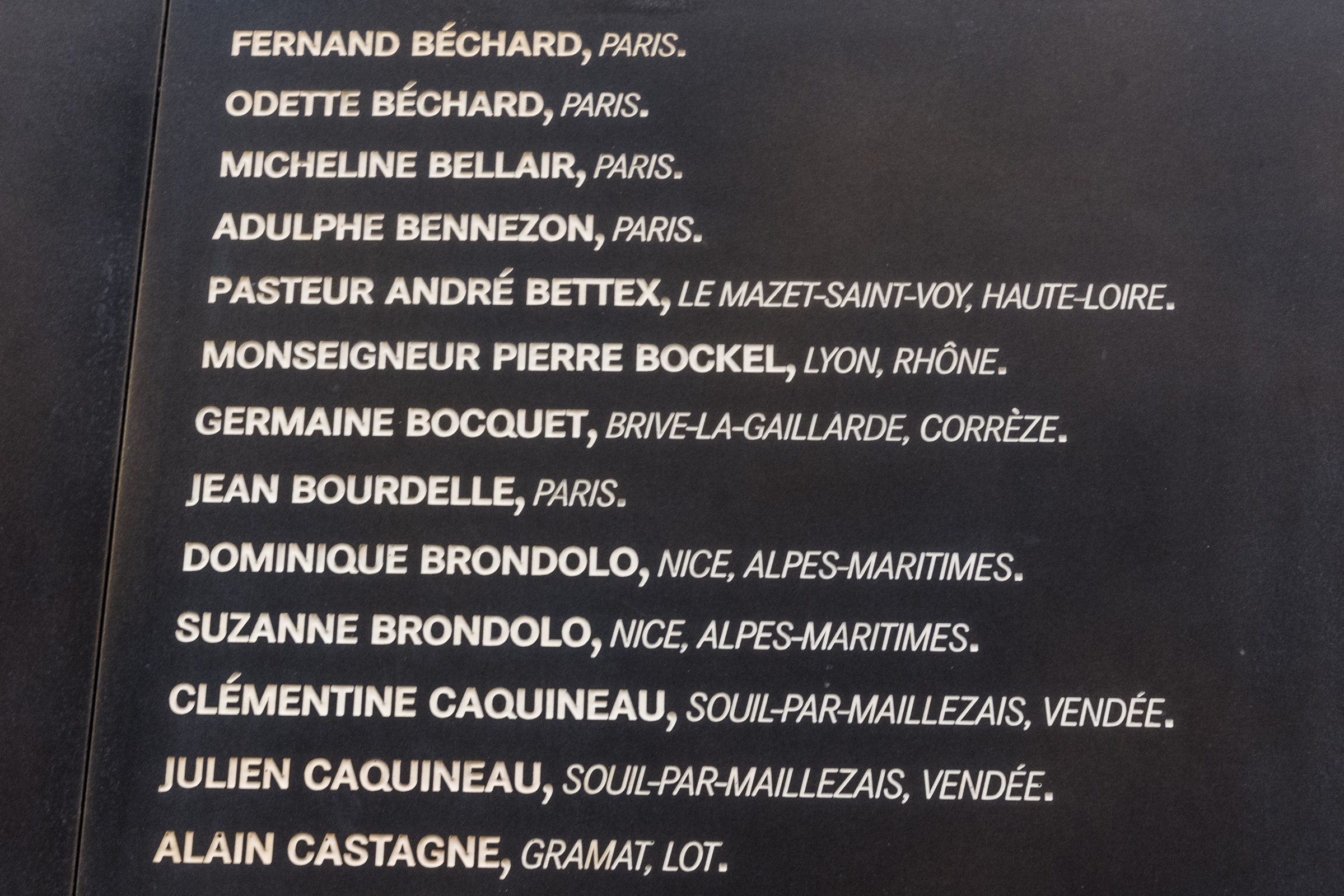
Mention de Mgr Pierre Bockel sur le Mur des justes à Paris.

Jeune séminariste Pierre Bockel s’engage avec d’autres camarades alsaciens au sein du « Réseau Martial » dans la Résistance. Il va prendre une part active au sauvetage de plusieurs juifs, qu’ils fussent de sa connaissance ou anonymes.
En septembre 1942, lorsque Charles Schwed, sa femme, ses enfants, juifs de Colmar, s’étaient réfugiés à Lyon, il n’hésita pas à leur procurer des faux papiers d’identité et leur trouva un refuge. Quelques mois plus tard lorsque leur fils, Pierre, étudiant en médecine, fut arrêté par les autorités de Vichy, il intervint auprès d’un inspecteur de police connu pour être favorable à la cause juive et Pierre fut relâché.
En septembre 1943, il vient d’être ordonné prêtre. Il est envoyé à Toulouse pour devenir l’aumônier des Alsaciens-Lorrains réfugiés dans la ville. Pierre Bockel protégea de la même façon une famille juive réfugiée à Toulouse et sauva du massacre leurs deux petits enfants, alors que la mère fut abattue par la Gestapo dans leur appartement. Ensuite il guida le père et les enfants jusqu’à Crest dans la Drôme, pour les confier à une de leurs tantes, qui accepta de les cacher. Au début de l’année 1944, Pierre Bockel tira d’affaire David Weill, un avocat juif, et sa famille, qui se trouvaient sérieusement menacés. Il a également fourni de nombreuses fausses cartes d’identité à d’autres juifs,.
Pierre Bockel, titulaire de la Médaille de la Résistance, a été élevé en 1988 à la dignité de « Juste parmi les nations ».

### Pèlerin dans les pas du Christ, fondateur de«Bible et Terre sainte»
En 1957, le chanoine René Lecomte, doyen de la faculté de théologie de Lille et l’abbé Pierre Bockel, lancent la revue Bible et Terre sainte. C'est la grande époque des pèlerinages de masse comme celui du Centre Richelieu, dirigé par Maxime Charles.
Passionnés de la Terre sainte, les concepteurs de la revue voulaient permettre aux pèlerins de se tenir au courant des découvertes archéologiques et de faire connaissance avec les sites bibliques. Pour la première fois, une revue francophone présentait le résultat des fouilles du Proche-Orient à partir de reportages photographiques de première main et de textes rédigés par les archéologues et épigraphistes qui travaillaient sur les sites ou qui déchiffraient les manuscrits.
Dès 1957 un numéro fut consacré entièrement aux Manuscrits de la mer Morte. En 1958, un reportage concernait le site de Jéricho dont les fouilles de Kathleen Kenyon venaient tout juste de s’achever. En 1959, Yigaël Yadin présentait ses fouilles de Hazor et Avi-Yonah décrivait le site de Massada dont il venait de diriger les fouilles.
En 1977 la revue devient Le Monde de la Bible.

### L’écrivain
En 1973, il publie son premier livre L’Enfant du rire qui sera préfacé par son ami André Malraux.

### «Un prêtre selon l’Évangile»
À la fin du conflit, Pierre Bockel célèbrera la messe de la Libération à Mulhouse puis prononcera l’homélie de la messe de la Libération totale de Strasbourg, le 18 janvier 1945 en la cathédrale Notre-Dame enfin rendue au culte. Retrouvant son diocèse qu’il avait dû quitter au moment de son expulsion d’Alsace, c’est tout naturellement qu’il est appelé par son évêque, Mgr Charles Ruch, à exercer son apostolat auprès des étudiants de Strasbourg. Dès lors, il exerce les fonctions d'aumônier au Collège moderne et technique de Colmar en 1945 puis au Lycée Fustel-de-Coulanges à Strasbourg en 1951, aumônier diocésain de la jeunesse estudiantine chrétienne (JEC), et aumônier diocésain de l’Université de Strasbourg de 1952 à 1966. En 1952, il fonde le Cercle Universitaire Georges Bernanos de Strasbourg. Cette fonction d'aumônier parmi les communautés d'étudiants auprès desquels il a rencontré avec bonheur « cette fraîcheur heureuse », valeur inaltérable de la jeunesse, a constitué, selon ses propres termes, le sommet de sa vie pastorale.
Au début de l'année 1967, une nouvelle mission l’attend, archiprêtre de la Cathédrale Notre-Dame de Strasbourg. Lui qui n’a jamais été ni curé ni même vicaire va se trouver confronté à de nouveaux défis. Il demeure dans ces fonctions jusqu'en 1986.
En 1977, sur proposition de Mgr Léon-Arthur Elchinger, évêque de Strasbourg, le pape Paul VI l’honorera du titre de Prélat d’honneur de Sa Sainteté. Dès lors, le jeune « Pierrot » de la Résistance est devenu pour tous Mgr Bockel quoiqu’il ait toujours préféré qu’on l’appelle Père.
Il sera aussi délégué épiscopal pour le diocèse de Strasbourg, délégué régional pour l’œcuménisme et président d’honneur du Colloque européen des paroisses de 1986 à 1993.
Pierre Bockel prend sa retraite en 1993. Atteint d’un cancer, Pierre Bockel décède le 13 août 1995 à l’Hôpital civil de Strasbourg. Il est enterré à Thann.

## Décorations et distinctions
- Commandeur de la Légion d'honneur par décret du 14 avril 1976[34].
  - Officier le 15 août 1969[34].
  - Chevalier par décret du 17 mars 1949[35].
- Croix de guerre 1939–1945.
- Médaille de la Résistance française avec rosette par décret du 24 avril 1946[36].
- Chevalier de l'ordre des Palmes académiques.
- Juste parmi les Nations le 5 septembre 1988[30].
- Prélat d’Honneur de Sa Sainteté en 1977.
- Lauréat de la Société des gens de lettres.
- Prix Mozart.

## Ouvrages de Pierre Bockel.
- Alsace et Lorraine, terres françaises, 96 p. Cahiers du Témoignage Chrétien. 1943. Réédition Dernières Nouvelles d’Alsace, 1975.  (ISBN 9782716500104)
- L’Enfant du rire  (préf. André Malraux), Paris, Bernard Grasset, 1973 (réimpr. 1991), 204 p. (ISBN 978-2-246-00352-6)
- Le Séminaire Universitaire de Lyon, Éditions Pax, 1975.
- Le temps de naître, 198 p, Grasset, Paris 1975.  (ISBN 9782246001881)
- Malraux et la Foi, hommage à André Malraux, La Nouvelle Revue française no 295, juillet 1977.
- Le Verbe au présent, le message de Saint Jean l'Évangéliste, 191 p, Fayard, Paris 1978.  (ISBN 978-2213006048)
- Choix d’homélies pour les fêtes, Ed. Salvator, Mulhouse. 1982.  (ISBN 2706700807) -  (ISBN 978-2706700804)
- Accueillir la Parole, homélies pour les dimanches et les fêtes de l’année A. 147 p, Éd. Salvator, Mulhouse 1983.  (ISBN 978-2706700866)
- Vivre la Parole, homélies pour les dimanches et les fêtes de l’année B. Éd. Salvator, Mulhouse 1984
- Méditer la Parole, homélies pour les dimanches et les fêtes de l’année C. Éd. Salvator, Mulhouse 1985.  (ISBN 9782706700958)
- Malraux, la tentation de Dieu, Paris, La Vie, n° 2151, 20 novembre 1986

### Collaboration à des ouvrages collectifs
- Ce Dieu qui nous fait rire, Cahiers de la vie franciscaine no 38, Éditions franciscaines, Paris 2e trimestre 1963.
- Toutes ces années… et André Malraux, Patrice Hovald, préface de Pierre Bockel, photos de Daniel Schmitt, 237 p, Coll. « Rencontres » no 5, Éd. du Cerf, Paris 1978.  (ISBN 978-2204012140)
- André Malraux ou l’agnostique avide de transcendance, dans Athéisme et Dialogue no 2/3. p. 217-229, Cité du Vatican, 1983.
- Malraux, une voix qui ne s’éteint pas, Pierre Bockel, Colloque André Malraux Université de Strasbourg, Actes et Colloques no 26, Le livre dans la vie et l’œuvre d’André Malraux. Éd. Klincksieck, Paris 1988.  (ISBN 225202626X)
- L’amitié d’André Malraux, textes de Marcel Arland, Pascal Pia, Louis Guilloux, Emmanuel Berl, Roger Martin du Gard, Maria Van Rysselberghe, Raymond Aron, Eddy Du Perron, Manès Sperber, Romain Gary, Paul Nothomb, John Gerassi, Kiyoshi Komatsu, Pierre Bockel et Jean Grosjean, 160 p, HS Littérature, Gallimard, Paris 2001.  (ISBN 2070761606)
- Parole de Dieu et Sacerdoce. Études présentées à S. Exc. Mgr Weber, Archevêque-Évêque de Strasbourg pour le cinquantenaire de son ordination sacerdotale, réunies par Mgr E. Fischer et le R. P. L. Bouyer. Desclée de Brouwer, Paris-Tournai, 1962.
- La Mort au cœur de la vie. André Brien et Marc Lienhard. Contributions de P. Aries, P. Bockel, M. Bohn, etc. in-8, 103 p. Alsatia Colmar, Oberlin, Strasbourg, 1976. (ASIN B0014M5RZG)
- Nous croyons en Jésus-Christ, 115 Chrétiens répondent à Mgr Poupard. 408 p. Desclée de Brouwer, Paris-Tournai 1980.  (ISBN 9782718901688)
- Le Partage de Dieu : les églises mixtes : vers l’œcuménisme, André Benoît, Pierre Bockel, Claude Muller, Bernard Vogler, Jean Werckmeister, Saisons d'Alsace no 102, 183 p, Istra, Strasbourg, 1988.  (ISBN 9784890181025)
- Auteur de nombreux articles pour « Les Dernières Nouvelles d'Alsace », « Le Nouvel Observateur ».